# Lerdón
Se llama lerdón a un tumor sinovial de las caballerías en la articulación de la rodilla.
Se presenta en la parte media y externa; a veces, se extiende hacia arriba o hacia abajo e incluso, a toda la circunferencia de la articulación. Cuando tiene poco volumen apenas incomoda al animal pero si aumenta dificulta el movimiento, particularmente en la flexión y en el momento de hacerse, el extremo inferior del miembro se dirige hacia dentro.